# Santa María Texmelucan
Santa María Texmelucan är en ort i Mexiko.   Den ligger i kommunen Tlahuapan och delstaten Puebla, i den sydöstra delen av landet, 60 km öster om huvudstaden Mexico City. Santa María Texmelucan ligger 2 484 meter över havet och antalet invånare är 3 754.
Terrängen runt Santa María Texmelucan är varierad. Runt Santa María Texmelucan är det tätbefolkat, med 511 invånare per kvadratkilometer. Närmaste större samhälle är San Martin Texmelucan de Labastida, 10,4 km öster om Santa María Texmelucan. Omgivningarna runt Santa María Texmelucan är en mosaik av jordbruksmark och naturlig växtlighet.